# Anochetus obscurior
Anochetus obscurior är en myrart som beskrevs av Brown 1978. Anochetus obscurior ingår i släktet Anochetus och familjen myror. Inga underarter finns listade i Catalogue of Life.